# Сплюшка біяцька
Сплюшка біяцька (Otus beccarii) — вид совоподібних птахів родини совових (Strigidae). Ендемік Індонезії. Вид названий на часть італійського ботаніка і мандрівника Одоардо Беккарі. Раніше він вважався підвидом сулавеської сплюшки, однак був визнаний окремим видом.

## Опис
Довжина птаха становить 23-25 см. Представники бурої морфи мають переважно коричневе забарвлення, поцятковане чорними і білими смугами, особливо на верхній частині тіла. У представників рудої мрорфи верхня частина тіла світло-охристо-коричнева, нижня частина тіла рудувато-коричнева, поцяткована білими смугами. На голові середнього розміру пір'яні "вуха", над очима білуваті "брови". Очі жовті, дзьоб темно-жовтуваті, лапи оперені, пальці жовтуваті, кігті темно-рогові. Голос — серія різких криків.

## Поширення і екологія
Біяцькі сплюшки є ендеміками острова Біак, розташованого на північ від Нової Гвінеї. Вони живуть у вологих рівнинних і заболочених тропічних лісах, на висоті до 300 м над рівнем моря. Живляться комахами і павуками, іноді дрібними хребетними.

## Збереження
МСОП класифікує цей вид як вразливий. За оцінками дослідників, популяція біяцьких сплюшок становить від 3599 до 15000 птахів. Їм загрожує знищення природного середовища.